# Chaty
El chaty (ṯȝty) o tyaty era el más alto funcionario del Antiguo Egipto, el primer magistrado después del faraón. 
Este puesto, cuyo nombre se creó probablemente en la época del faraón Seneferu para Nefermaat, se definía como «el que es la voluntad del amo, los oídos y los ojos del rey». Durante la dinastía VI el título del chaty era tayty-sab-chaty, literalmente «Envuelto», «El dignatario de la sala». Por analogía con el cargo musulmán similar también se lo llama visir.
| O16 | E17 | G47 | A1 |

| O16 | E17 | G47 | A1 |

## Historia
| TA | t · Z1 |

| TA | t · Z1 |

Los primeros en ejercer las responsabilidades que luego asumieron los chaty fueron los herederos de los faraones, siendo Menka el primero cuya existencia se conoce, durante la segunda dinastía. Más tarde fueron miembros de la familia real, pero no necesariamente el heredero: Nefermaat, chaty de Seneferu, era un hijo del anterior faraón y una esposa secundaria. Kanefer, hijo también de una esposa secundaria de Seneferu, se convirtió en el primer chaty de su hermano Keops, mientras que Kefrén escogió a miembros de la familia de Hemiunu, chaty de Keops e hijo de Nefermaat. En épocas posteriores eran designados entre los miembros de determinadas familias, posiblemente de ascendencia real.
Durante el Imperio Medio, la familia de Anju ejerció el poder: Anju era hijo de un chaty y padre de otros dos; el cargo permaneció en manos de la misma familia por tres generaciones. En el segundo periodo intermedio hubo varios chatys nombrados entre los gobernadores tebanos, algunos con conexiones locales en Nejbet. No se conocen chatys entre los hicsos. 
En los imperios Antiguo y Medio, este cargo incumbía a una única persona calificada de único amigo del Rey y que controlaba la Doble Casa, administración que agrupaba el cargo de Gobernador de las Dos Tierras de Egipto. Durante el Imperio Nuevo se duplicó el cargo y Egipto contaba desde entonces con dos chatys: uno para el norte (Bajo Egipto) y otro para el sur (Alto Egipto), separándose las relaciones con el extranjero. Bajo Tutmosis I se creó el cargo de Hijo del Rey de Kush, para gobernar Nubia.

## Funciones

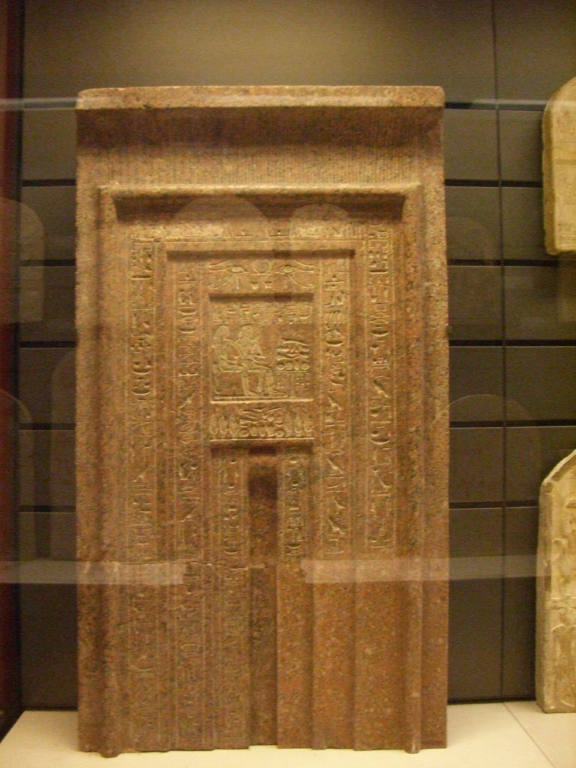
Puerta falsa: estela imitando una puerta hallada en la tumba de Rejmira.

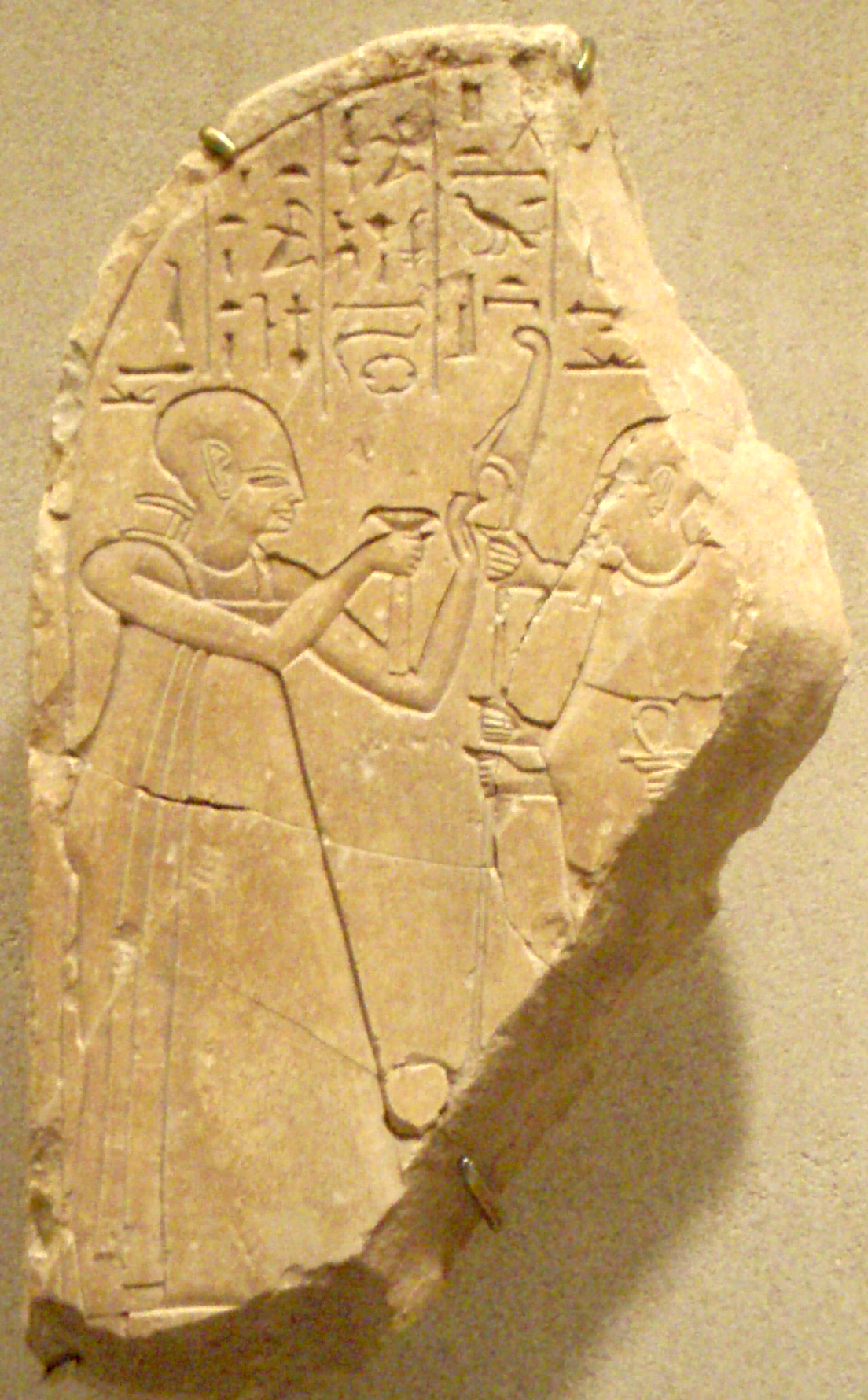
El chaty Neferrenpet ataviado con el shenep.

El chaty supervisaba el funcionamiento del país, en algunas épocas incluso vigilando los más pequeños detalles de la casa del faraón. El resto de los escribas y funcionarios, tales como los recaudadores de impuestos, rendían cuentas ante él. La judicatura era parte importante de la administración civil, por lo que el chaty formaba parte del tribunal superior. Sin embargo, el rey podía controlar él mismo cuando quisiera cualquier aspecto del gobierno, eliminando las decisiones que hubiera tomado su segundo. 
A la cabeza de una compleja institución, se conocen sus responsabilidades gracias a los textos autobiográficos que algunos personajes de la dinastía VIII dejaron en sus tumbas: en el templo funerario de Rejmira, que ejerció esta función bajo los reinados de Tutmosis III y de su sucesor Amenhotep II, están bastante completas las «Instrucciones al chaty».
Funciones
Su deber consistía en administrar los bienes del faraón, que comprendían todos los sectores productivos del país: 
- Era responsable de la casa del rey, inclusive la construcción de su tumba y la organización del ceremonial funerario,
- Controlaba la administración, tanto para conseguir y organizar a los obreros para las obras públicas como para los almacenes donde se guardaba la parte estatal (el equivalente a los impuestos),
- Controlaba la policía y los transportes,
- Era responsable de la contabilidad, función derivada de las anteriores,
- Era garante de la Maat (símbolo del orden universal) y, por lo tanto, responsable máximo de la justicia y encargado de nombrar a los jueces.

Cada día entregaba al rey un informe sobre el país de las dos tierras en presencia del tesorero, otro magistrado cuya categoría en la administración del país era equivalente a la suya.
Símbolos y atributos
- El shenep, una vestidura larga, en lugar del shenti, con una imagen de Maat sobre el pecho,
- Un gran cetro llamado aba,
- Los cuarenta rollos de la ley, que extendía ante sí cuando daba audiencia.

Estaba asistido por dos suplentes directos, así como por escribas personales. Dirigía una institución compuesta por un grupo doble de funcionarios llamados los Diez grandes del Alto Egipto.